# FK Naftovyk-Oekrnafta Ochtyrka
FK Naftovyk-Oekrnafta Ochtyrka (Oekraïens: Фк «Нафтовик-Укрнафта» Охтирка) was een Oekraïense voetbalclub uit Ochtyrka.
De club werd in 1980 opgericht en toendat de Sovjet-Unie uit elkaar viel begin jaren 90 speelde de club onder de naam Neftjanik-Oekrneft Achtyrka (Russische schrijfwijze) in de vierde klasse B en werd daar tweede. Hierdoor was de club bij de 20 beste teams uit Oekraïne toen het volgende seizoen (1992) de competitie van start ging. Er waren twee poules van tien clubs en Neftianik werd 8ste in poule B en plaatste zich niet voor de uniforme competitie van het volgende seizoen. De naam van de club werd dan veroekraïenst als Naftovyk Ochtyrka. In de tweede klasse (Persja Liha) eindigde de club vaak in de subtop maar kon geen aanspraak meer maken op promotie.
In 2000 degradeerde de club zelfs naar de derde klasse maar kon de afwezigheid in de Persja Liha gelukkig maar tot één seizoen beperken. Bij de terugkeer werd de club zevende en het jaar erna zelfs vierde. In 2003/04 werd de promotie net gemist toen Navtovyk derde werd. Op 15 juli 2004 veranderde de club de naam in Naftovyk-Oekrnafta Ochtyrka. Het succes werd hierdoor echter niet doorgetrokken en de club belandde op een teleurstellende tiende plaats.
Het bleek slechts een eenmalige misstap te zijn, in 2006 werd de club opnieuw vierde en in 2007 werd zelfs de titel behaald waardoor de club weer promoveerde. Het geluk was echter van korte duur en Naftovyk moest na één seizoen opnieuw een stap terugzetten. De volgende elf jaar speelde de club in de Persja Liha. De beste notering was in 2013 toen ze vijfde werden. Na het seizoen 2017/18 werd de club ontbonden.

## Erelijst
Persja Liha
2007